# Molefi Kete Asante

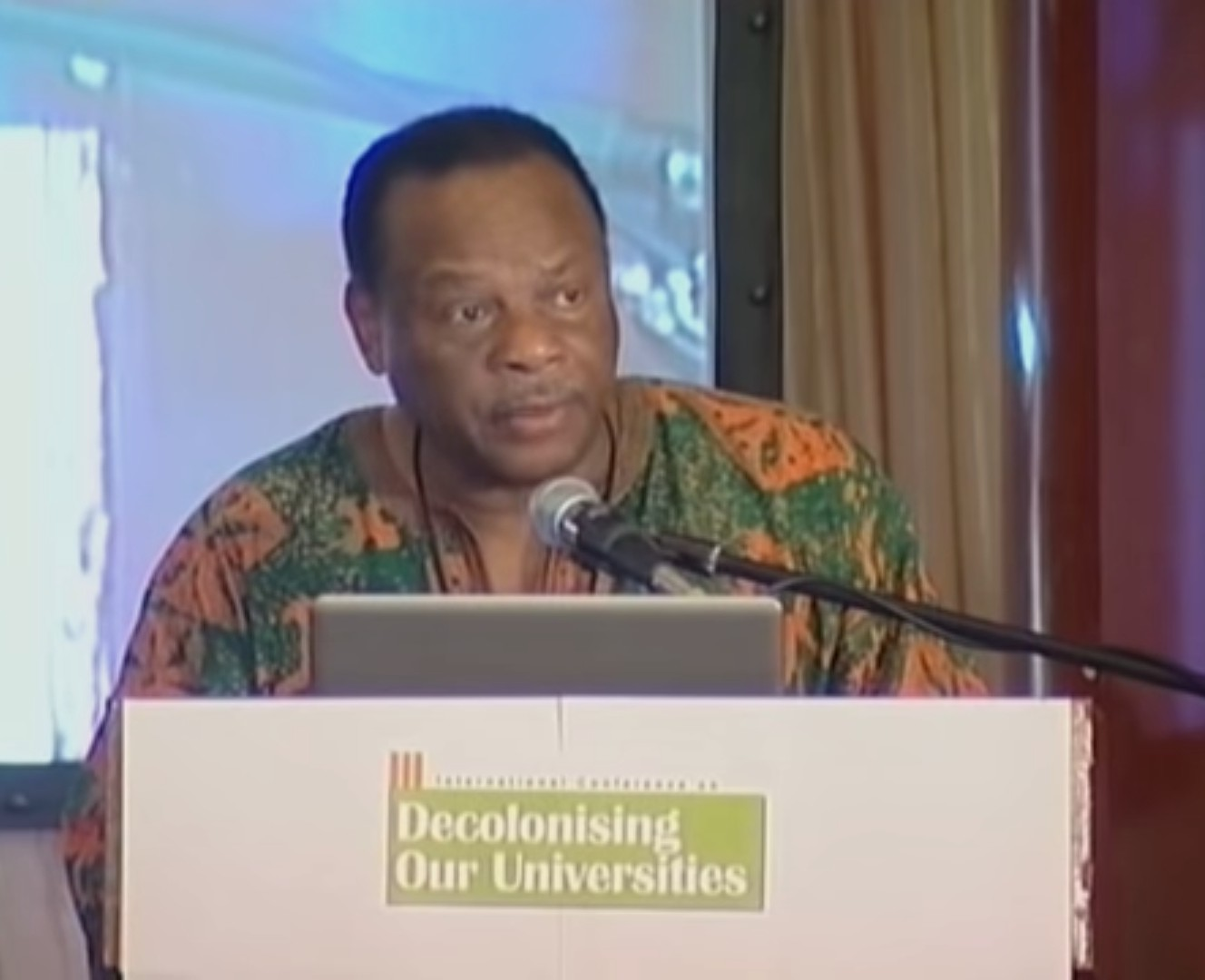
Molefi em 2011.

Molefi Kete Asante é um cientista e filósofo estadunidense, sendo professor doutor e chefe do departamento de Africologia da Universidade Temple. É conhecido por seus estudos de afrocentrismo e é autor de mais de 60 livros, além de ter fundado o Journal of Black Studies.